# Terence Neilson
Terence „Terry” Neilson (ur. 2 listopada 1958 w Toronto) – kanadyjski żeglarz sportowy. Brązowy medalista olimpijski z Los Angeles.
Zawody w 1984 były jego jedynymi igrzyskami olimpijskimi. Brązowy medal zdobył, pod nieobecność sportowców z części Bloku Wschodniego, w klasie Finn. W tym samym roku był drugi na mistrzostwach świata. Odnosił sukcesy w klasie Laser. Był m.in. mistrzem świata w 1982.